# São Jorge de Arroios
Pour les articles homonymes, voir São Jorge et Arroios.
São Jorge de Arroios est une freguesia de Lisbonne.